# Tetjana Prorotschenko
Tetjana Wassyliwna Prorotschenko (ukrainisch Тетяна Василівна Пророченко, engl. Transkription Tetyana Prorochenko; * 15. März 1952 in Berdjansk; † 11. März 2020) war eine ukrainische Sprinterin, die für die Sowjetunion startend Olympiasiegerin wurde.
Bei den Olympischen Spielen 1976 in Montreal gewann sie eine Bronzemedaille in der 4-mal-100-Meter-Staffel. Die sowjetische Mannschaft in der Besetzung Prorotschenko, Ljudmila Maslakowa, Nadeschda Besfamilnaja und Wera Anissimowa erreichte das Ziel in 43,09 s hinter den Stafetten der DDR (42,55 s) und der Bundesrepublik Deutschland (42,59 s). Außerdem trat Prorotschenko in Montreal auch über 200 m an und belegte im Finale den sechsten Platz.
Beim Leichtathletik-Weltcup 1977 in Düsseldorf wurde sie jeweils Dritte über 200 m und in der 4-mal-400-Meter-Staffel.
1978 wurde sie in bei den Leichtathletik-Europameisterschaften in Prag als Startläuferin in der 4-mal-400-Meter-Staffel eingesetzt. Gemeinsam mit Nadeschda Muschta, Tatjana Prowidochina und Marija Kultschunowa holte sie in 3:22,53 min die Silbermedaille hinter der Mannschaft der DDR (3:21,20 min) und vor der polnischen Staffel (3:26,76 min). Über 200 m schied sie im Halbfinale aus.
Beim Leichtathletik-Weltcup 1979 in Montreal wurde sie mit der sowjetischen 4-mal-400-Meter-Stafette Zweite.
Auch bei den Olympischen Spielen 1980 in Moskau startete sie wieder in der 4-mal-400-Meter-Staffel und krönte ihre Karriere mit dem Olympiasieg. Die sowjetische Mannschaft setzte sich in der Aufstellung Prorotschenko, Tatjana Goischtschik, Nina Sjuskowa und Irina Nasarowa mit einer Zeit von 3:20,2 min gegen die Stafetten der DDR (3:20,4 min) und Großbritanniens (3:27,5 min) durch.
Tetjana Prorotschenko war 1,66 m groß und wog zu Wettkampfzeiten 58 kg.

## Persönliche Bestzeiten
- 100 m: 11,2 s, 1976
- 200 m: 22,98 s, 24. Juni 1976, Kiew (handgestoppt: 22,8 s, 24. Juni 1974, Kiew)
- 400 m: 50,6 s, 8. September 1977, Aluschta